# Loeblichioidea
Loeblichioidea es una superfamilia de foraminíferos cuyos taxones se han incluido tradicionalmente en la superfamilia Fusulinoidea, del suborden Fusulinina y del orden Fusulinida. Su rango cronoestratigráfico abarca desde el Givetiense (Devónico medio) hasta el Moscoviense (Carbonífero superior).

## Discusión
Clasificaciones más recientes incluyen Loeblichioidea en el suborden Endothyrina, del orden Endothyrida, de la subclase Fusulinana y de la clase Fusulinata.

## Clasificación
Loeblichioidea incluye a la siguiente familia:
- Familia Loeblichiidae